# Maran Centaurus
Die Maran Centaurus war ein griechischer Öltanker.

## Geschichte
Das Schiff wurde unter der Baunummer 5082 bei Daewoo Heavy Industries gebaut. Die Kiellegung fand am 30. März, der Stapellauf am 9. Juli 1994 statt. Die Fertigstellung des Schiffes erfolgte am 31. August 1995. Das Doppelhüllenschiff kam zunächst als Mindoro unter der Flagge Liberias in Fahrt. Ab 2000 war das Schiff als Astro Centaurus in Fahrt, 2009 wurde es in Maran Centaurus umbenannt.
2017 wurde das Schiff für 16,48 Millionen USD zum Abbruch an die Wirana Shipping Corporation verkauft. Am 6. Oktober 2017 wurde das in Ekta umbenannte und unter die Flagge von Palau gebrachte Schiff in Chittagong gestrandet.

### Piratenüberfall 2009
Am 29. November 2009 wurde das Schiff rund 600 Seemeilen nordöstlich der Seychellen von somalischen Piraten überfallen und entführt. An Bord des Schiffes, das sich mit rund zwei Millionen Barrel Rohöl auf dem Weg von Kuwait in die USA befand, waren zu diesem Zeitpunkt 28 Besatzungsmitglieder, neun Griechen, zwei Ukrainer, ein Rumäne und 16 Philippiner. Die Ladung soll einen Wert von rund 150 Millionen US-Dollar gehabt haben.
Die an der EU-Mission Atalanta teilnehmende griechische Fregatte Adrias versuchte nach der Entführung erfolglos, das Schiff zu lokalisieren und ihm den Weg nach Somalia abzuschneiden.
Schiff und Besatzung kamen am 18. Januar 2010 gegen die Zahlung eines Lösegeldes wieder frei. Bei dem Lösegeld, das am 17. Januar von einem Flugzeug aus über dem Schiff abgeworfen worden war, soll es sich um eine Summe zwischen 5 bzw. 5,5 und 7 Millionen US-Dollar gehandelt haben, bis dahin das höchste Lösegeld, das somalische Piraten erpresst hatten.

## Technische Daten und Ausstattung
Das Schiff wurde von einem Siebenzylinder-Dieselmotor des Herstellers MAN Diesel & Turbo des Typs 7S80MC Mk4 angetrieben. Der Motor wirkte auf einen Propeller. Für die Stromversorgung standen drei MAN-Dieselgeneratoren des Typs 5L28/32H sowie ein MAN-Notgenerator des Typs D 2866 LE zur Verfügung.
Das Schiff verfügte über 15 Ladungstanks mit einer Gesamtkapazität von 331.767 m³. Die Tanks konnten über drei Manifolds be- und entladen werden. Hierfür standen drei Pumpen mit einer Gesamtkapazität von maximal 15.000 t/Std. zur Verfügung.